# Rozvodna Výškov
Rozvodna Výškov (zkratkou VYS) se nachází na území obcí Výškov a Břvany v okrese Louny v Ústeckém kraji, cca 9 km severozápadně od Loun. Rozvodna má úrovně napětí 400 kV, 220 kV a 110 kV, provozovatelem částí 400 a 220 kV je ČEPS a části 110 kV ČEZ.
Zásobuje okolí Loun a východní část Ústeckého kraje. Do rozvodny je přiváděna elektřina z elektrárny Počerady.

## Historie
Rozvodna byla založena v roce 1951 jako jedna z prvních rozvoden 220 kV v Československu. V roce 1951 bylo postaveno první vedení 220 kV z Výškova do Opočínku. V roce 1960 byla tato linka zasmyčkována do rozvodny Čechy Střed. V roce 1957 byla postavena dvoulinka 220 kV do rozvodny Hradec s odbočkou do VTŽ Chomutov. V roce 1965 byla postavena linka z rozvodny Chotějovice, kde se napojuje na elektrárnu v Ledvicích.
V roce 1969 byla rozvodna napojena na 400 kV smyčkou z rozvoden Hradec a Prosenice. V roce 1974 byla spuštěna linka do rozvodny Krasíkov. V letech 1969 a 1976 byla do Výškova připojena elektrárna Počerady.
Na konci roku 2009 rozvodnu zasáhl požár jednoho z transformátorů.

## Popis

### Napěťové hodnoty
Rozvodna je provozována v napěťových hodnotách 400 kV, 220 kV a 110 kV. Napěťovou hladinou 220 kV jsou spojeny rozvodny Hradec, Čechy Střed a Chotějovice. Hladinou 400 kV jsou pak spojeny rozvodny Hradec, Čechy Střed, Babylon a Chotějovice. Na této hodnotě je také přiváděn výkon z tepelné elektrárny Počerady.

### Transformátory
Transformace 400/110 kV je zajištěna třífázovým transformátorem, pro transformaci 220/110 kV slouží soustava jednofázových transformátorů. Rozvodna je rovněž vybavena kompenzační tlumivkou na hladině 110 kV.

### Vedení
Do rozvodny jsou zaústěna následující vedení:

#### Vedení 400 kV – ZVN – zvláště vysoké napětí
- Dvojité vedení V411/(V811) Hradec – Výškov
- Dvojité vedení V410/V419 Výškov – Čechy Střed (vzniklo zdvojením vedení V410 v letech 2014-2016)
- Dvojité vedení V450/V428 Výškov - Babylon (vzniklo zdvojením vedení V450 v letech 2021-2022)
- Dvojité vedení V480/V211 Chotějovice - Výškov
- Jednoduché vedení V469 EPOČ II - Výškov
- Dvojité vedení V467/V468 EPOČ I - Výškov

#### Vedení 220 kV – VVN – velmi vysoké napětí
- Dvojité vedení V225/V226 + V226T Výškov – Hradec (+ odbočka do VTŽ Chomutov)
- Jednoduché vedení V201 Výškov – Čechy Střed
- Dvojité vedení V480/V211 Chotějovice – Výškov